# Aphrophora memorabilis
Aphrophora memorabilis är en insektsart som beskrevs av Walker 1858. Aphrophora memorabilis ingår i släktet Aphrophora och familjen spottstritar. Inga underarter finns listade i Catalogue of Life.